# Saint-Maurice-sur-Huisne
Saint-Maurice-sur-Huisne är en kommun i departementet Orne i regionen Normandie i nordvästra Frankrike. Kommunen ligger i kantonen Nocé som tillhör arrondissementet Mortagne-au-Perche. År 2013 hade Saint-Maurice-sur-Huisne 71 invånare.

## Befolkningsutveckling
Antalet invånare i kommunen Saint-Maurice-sur-Huisne
| Referens: INSEE |